# Nils Johansson i Kärvsta
Nils Johansson i Kärvsta eller Nils Johansson i Kiärstadh, död 1 juni 1675 i Torsåker, var en svensk som blev avrättad för häxeri. Han var en av dem som avrättades i Sveriges största häxprocess, häxprocessen i Torsåker, under det stora oväsendet.
Nio män dömdes till döden under häxprocessen i Torsåker. Av dessa var sex pojkar som dömdes för att ha rest till Blåkulla med sina mödrar. Endast tre av männen dömdes för sitt eget handlade och räknades som fullvuxna: David Nilsson i Fanom, Nils Johansson i Kärvsta och Erik Jonsson i Blästa. Av dessa är Nils Johansson den enda vuxna man vars ålder finns noterad; han anges vara 25 år gammal. 
Han var möjligen son till Johan Jonsson, vars hustru Hustru Merit i Rogstadh, som kanske var Nils mor eller styvmor, också stod som åtalad i häxprocessen. 
Han anklagades för att ha flugit till Blåkulla och för att ha ätit, druckit och dansat på häxsabbaten. Liksom de flesta av de åtalade nekade han till anklagelsen. Av de tre vuxna männen är det endast David som anklagas för att ha uttalat förbannelser. Erik och Nils anklagas för att ha använt trolldom i samband med pengar och för att ha ägnat sig åt spel, vilket formellt räknades som en synd. Vittnen från Blåkulla uppger att Nils hade suttit vid bordet i Blåkulla och räknat pengar med Djävulen. Satan ska ha lagt handen på hans huvud och förklarat att han ska vara kung i Blåkulla: 
“Lars Aronsson i Hola wittnar sedt be:te Nils huar natt i Blåkulla sittia till bordz och rächna penningar medh dhen fuhle. Han ähr kongh ther, sedt Satan läggia handen påhanss hufuudh och sagdt: du skall wara här konungh. Sedt och Nils ther ätha, dricka oh dantza äfuen som dhe andre."
Han var en av de 71 personer som avrättades under häxprocessen i Torsåker, som var den största häxprocessen i Sveriges historia. Avrättningen utfördes genom halshuggning och bränning.